# Helmut Kickton

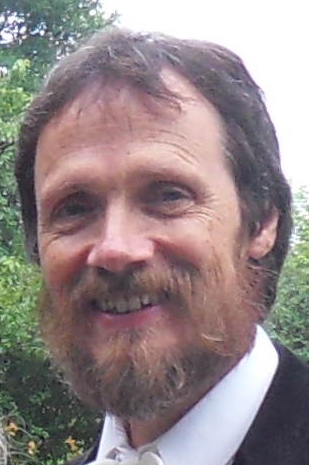
Helmut Kickton

Helmut Kickton (* Keulen, 1 juni 1956) is een Duits organist, dirigent en multi-instrumentalist.

## Leven
Kickton studeerde muziek aan de Robert-Schumann Hochschule te Düsseldorf bij Hans-Dieter Möller en Hartmut Schmidt. 1986 legde hij het A-examen af (uitstekend voor improvisatie en muziekgeschiedenis). Hij leerde zichzelf blokfluit, gitaar, viool, altviool, cello, contrabas, eufonium en trombone spelen.
In 1987 werd hij cantor van de Diakoniekirche te Bad Kreuznach. Samen met kreuznacher-diakonie-kantorei ontwikkelde hij het model van Integrative Kantorei, die stemmen en instrumenten verenigt. Geïnspireerd door historische bronnen introduceerde hij 2000 de opstelling met het koor voor het orkest.
In 2002 stichtte hij het Kantoreiarchiv voor vrije bladmuziek.

## Discografie
- Marcel Dupré: Prélude et fugue en si majeur opus 7 Nr. 1 (YouTube)
- Helmut Kickton: Diptychon
- Orgeltöne 2008

## Werken
- Fuge über zwei Kyriethemen für Sequenzer
- Diptychon über „Ave maris stella“ und „Erhalt uns Herr bei deinem Wort“
- Rockludium
- Intrade für 6 Blechbläser über „Veni Creator Spiritus“

## Galerij

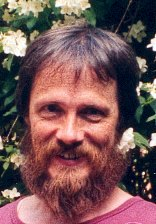
Helmut Kickton
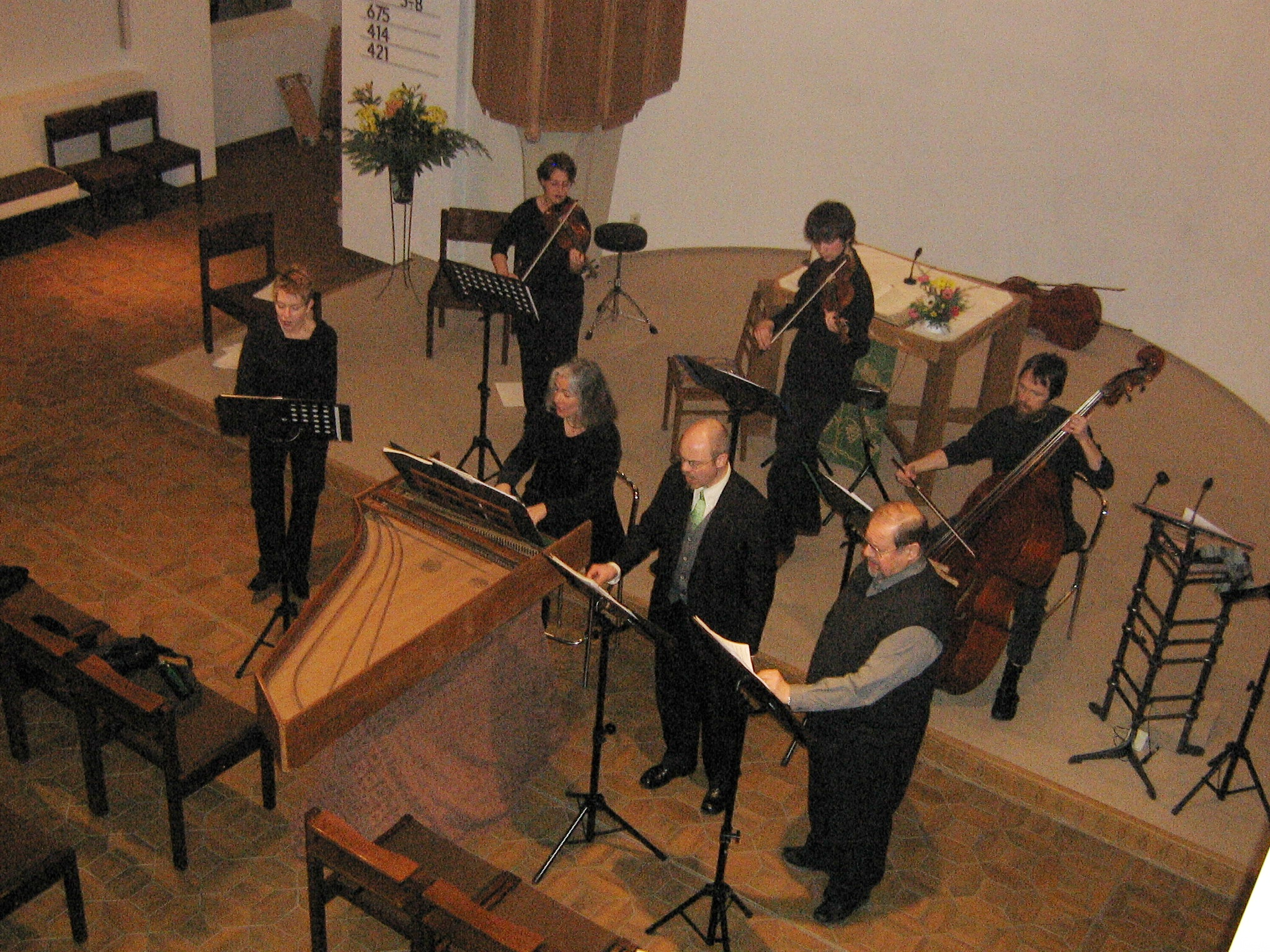
kreuznacher-diakonie-kantorei (Helmut Kickton contrabas)
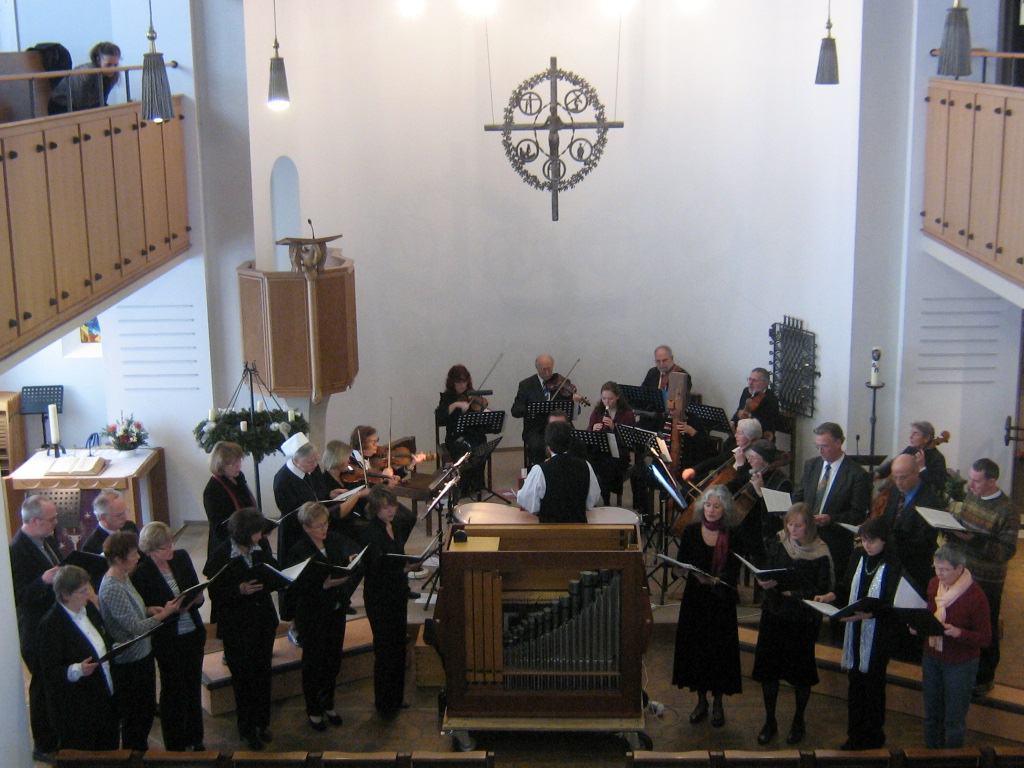
kreuznacher-diakonie-kantorei
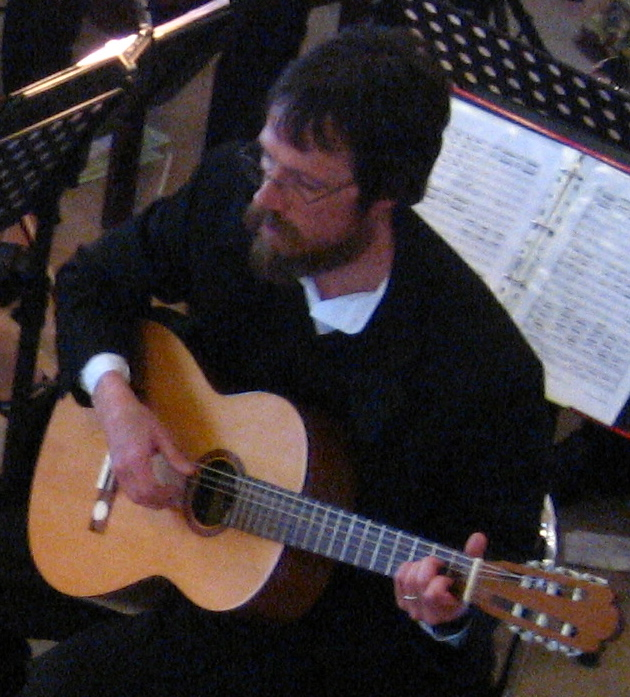
Basso continuo (gitaar)